# オーダメイド医療
オーダメイド医療（オーダメイドいりょう、和製英語「order-made medicine」またはmade-to-order medicineより）とは、個々人の個性にかなった医療を行うこと。なお「order-made Medicine」（オーダーメイドメディシン）とは和製英語であり、他にはテーラーメイド医療（tailor-made medicine）、個別化医療（personalized medicine）、カスタムメイド医療（custom-made medicine）、ともいう。
これまで医療は疾患中心であり、疾患の原因を探索したりその治療法を開発することが主な目的であった。
しかし疾患の状態は個々人で千差万別であり、同じ病気であっても同じ治療法を適用することが必ずしも正しくないことは以前より知られてきた。
しかし一方でそのような治療効果の個人差は治療とその効果を観察しなければ分からないものであり、個々人に最適な治療計画を行うことは難しかった。
一方、ヒトゲノム計画によるDNA配列の解読や個々人で異なる一塩基多型 (SNP) の特定、DNAマイクロアレイなどによる大量の情報を瞬時に取得できる技術の発達によってある個人が他人とどのように異なるかを観測できるようになってきた。そこでこれらの情報を利用して、ある患者個人に最適な治療方法を計画することをオーダーメイド医療という。
具体的にはある治療薬がその患者に有効であるかどうか、あるいは投薬量や副作用について見積もることでどの治療薬を用いるのが正しいか、どの程度の投与を行うかと行ったことが分かるようになると期待されている。